# Alfie Mawson
Alfie Robert John Mawson (Hillingdon, 19 januari 1994) is een Engels voetballer die doorgaans als centrale verdediger speelt. Hij tekende in augustus 2018 een contract tot medio 2022 bij Fulham, dat circa €22.500.000,- voor hem betaalde aan Swansea City.

## Clubcarrière
Mawson werd in het begin van zijn carrière door Brentford verhuurd aan Maidenhead United, Luton Town, Welling United en Wycombe Wanderers. In 2015 kwam hij bij Barnsley terecht. Met die club promoveerde hij naar de Championship. Na vier wedstrijden in het seizoen 2016/17 werd Mawson verkocht aan Swansea City, dat 5,9 miljoen euro betaalde voor de centrumverdediger. Op 22 oktober 2016 debuteerde hij in de Premier League, tegen Watford. Op 3 januari 2017 maakte Mawson zijn eerste competitiedoelpunt, tegen Crystal Palace.